# Romblón
Romblón es la capital de la provincia de Romblón en Filipinas.
Según la leyenda, el nombre Romblón es una castellanización del bisayo nagalumyom que significa “la gallina está empollando unos huevos.” El mismo distrito donde se ocurrió hoy se llama Aglumyom.

## Barangayes
El municipio se divide a 31 barangayes.
| - Agbaluto - Agpanabat - Agbudia - Agnaga - Agnay - Agnipa - Agtongo - Alad - Bagacay - Cajimos - Calabogo | - Capaclan - Ginablan - Guimpingan - Ilauran - Lamao - Li-o - Logbon - Lunas - Lonos - Macalas | - Mapula - Cobrador (Naguso) - Palje - Barangay I (Población) - Barangay II (Población) - Barangay III (Población) - Barangay IV (Población) - Sablayan - Sawang - Tambac |